# ホッパ車

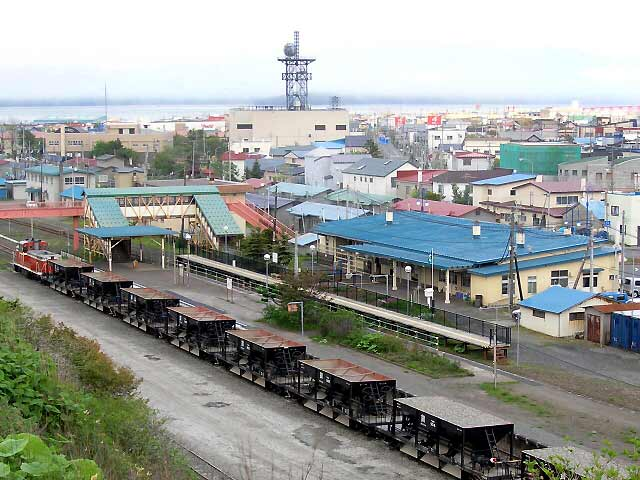
バラスト輸送・散布用ホッパ車（国鉄ホキ800形）

ホッパ車（ホッパしゃ、英語 Hopper car）とは、貨車の一種で、粉状や粒状のもののばら積み貨物輸送に特化した貨車のことである。車種記号は「ホ」で表される。

## 概要
ホッパとは、粒状のものを下に落とすための漏斗形の装置のことである。ホッパ車の積荷としては石灰石などの各種鉱石、砕石、セメント、小麦など、粉状や粒状のもの（粉粒体）である。これらを袋詰めなどにせず、ばら積みの状態でホッパ車に積み込み、目的地に着いてからホッパ車の下部にある取り出し口を開け、中のものを取り出すことができる。
ホッパ車は積載する積荷の形状によって車体の構造が大きく異なるが、主に無蓋型とタンク型に大別できる。特に後者はタンク車と見た目が似ていることも多いが、ホッパ車は積み荷を下部から落とすことで積み荷を取り卸すのに対し、タンク車は空気圧送等の方法を用いて取り卸す点が異なる。
なお、石炭を運ぶ石炭車もホッパ車の一種であるが、日本では石炭車に限りホッパ車とは別物として扱われていた。これは初期の砕石・鉱石用ホッパ車の多くが石炭車をベースに作成されたこと、それぞれの比重に対応させるため設計が異なること、石炭車が基本的にまとまった両数で運用される事などによる。
ホッパ車誕生以前は鉱石・砕石は無蓋車や石炭車にばら積みし、セメント・小麦粉などは袋詰めの上有蓋車を使用していた。1952年（昭和27年）、セメント輸送用の有蓋ホッパ車（タキ2200形）が登場した。当初は適切な車種がなく、暫定的にタンク車に分類されていたが、これを契機に1953年（昭和28年）、ホッパ車が制定された。タキ2200形は、ホキ1形（初代）に改番された。また同時にセキ4000形の改番も行われホキ4000形となりこの2形式が日本最初のホッパ車である。
また石炭車の設計流用によらない日本の砕石・鉱石用ホッパ車は国鉄ホキ2500形が最初であるといわれている。
1963年（昭和38年）7月26日総裁達第366号による大規模なホッパ車の改番が行われた。その内容は、国鉄貨車の車両形式を 1 - 2999に、私有貨車を 3000 以降とすることになり、形式間の移動が行われた。

## 形式
下記に日本国内のホッパ車の形式と積荷等を掲載する。

### 現在運用されている車両
| 形式名          | 専用種別                         | 荷重 | 製造初年 | 輌数  | 備考                                                          |
| --------------- | -------------------------------- | ---- | -------- | ----- | ------------------------------------------------------------- |
| ホキ800形       | バラスト                         | 30t  | 1958年   | 1,078 |                                                               |
| ホキ9500形      | 石灰石                           | 35t  | 1970年   | 251   | 令和3年時点でも運用されている車輛は平成8年に製造された3両のみ |
| ホキ1100形(JRF) | フライアッシュ及び炭酸カルシウム | 35t  | 2015年   | 34    |                                                               |
| ホキ2000形(JRF) | 石灰石                           | 35t  | 2011年   | 21    |                                                               |

### かつて運用されていた車両
| 形式名             | 専用種別                         | 荷重    | 製造初年 （改造初年）     | 形式消滅年                | 輌数  | 備考                              |
| ------------------ | -------------------------------- | ------- | ------------------------- | ------------------------- | ----- | --------------------------------- |
| ホラ1形            | セメント                         | 17t     | 1960年                    | 1981年                    | 18    |                                   |
| ホラ100形          | 生石灰、珪砂                     | 17t     | （1969年）                | 1983年                    | 59    | セラ1形より改造                   |
| ホサ8100形         | 石炭                             | 20t     | （1983年）                | 1994年                    | 33    | ホキ8100形より専用種別変更        |
| ホキ1形（初代）    | セメント                         | 30t     | 1953年                    | 1963年 （称号規定改正年） | 257   | タキ2200形を改番 ホキ3500形に改番 |
| ホキ1形（2代）     | バラスト                         | 30t     | 1963年 （称号規定改正年） | 1976年                    | 250   | ホキ1400形を改番                  |
| ホキ100形          | バラスト                         | 30t     | 1953年                    | 1963年 （称号規定改正年） | 12    | ホキ300形に改番                   |
| ホキ150形          | 石灰石                           | 30t     | （1954年）                | 1958年                    | 20    | セキ1形より改造                   |
| ホキ190形          | カーバイド                       | 25t     | 1956年                    | 1963年 （称号規定改正年） | 4     | ホキ1900形（初代）に改番          |
| ホキ200形          | 砂利散布                         | 30t     | 1957年                    | 1963年 （称号規定改正年） | 7     | ホキ350形に改番                   |
| ホキ250形          | カーバイド                       | 30t     | 1956年                    | 1963年 （称号規定改正年） | 98    | ホキ6000形に改番                  |
| ホキ300形          | 砂利散布                         | 30t     | 1963年 （称号規定改正年） | 1967年                    | 12    | ホキ100形を改番                   |
| ホキ400形          | 石灰石                           | 30t     | （1957年）                | 1972年                    | 105   | セキ1000形より改造                |
| ホキ500形          | 石灰石                           | 50t     | 1960年                    | 1963年 （称号規定改正年） | 3     | ホキ2900形に改番                  |
| ホキ600形          | 石灰石                           | 25t     | 1963年 （称号規定改正年） | 1969年                    | 11    | ホキ4000形を改番                  |
| ホキ650形          | 生石灰                           | 25t     | （1971年）                | 1985年                    | 9     | セキ3000形より改造                |
| ホキ700形          | バラスト                         | 30t     | 1957年                    | 1986年                    | 55    |                                   |
| ホキ1400形         | バラスト                         | 30t     | （1958年）                | 1976年                    | 250   | セキ600形より改造                 |
| ホキ1800形         | 鉱石                             | 30t     | 1958年                    | 1963年 （称号規定改正年） | 20    | ホキ5200形（2代）に改番           |
| ホキ1900形（初代） | カーバイド                       | 25t     | 1957年                    | 1963年 （称号規定改正年） | 16    | ホキ190形を改番 ホキ6500形に改番  |
| ホキ1900形（2代）  | セメント                         | 25t     | （1973年）                | 1982年                    | 3     | セキ3000形より改造                |
| ホキ2000形         | 石灰石                           | 65t     | 1963年                    | 1971年                    | 2     |                                   |
| ホキ2100形         | 鉄鉱石及び石灰石                 | 35t     | （1965年）                | 1985年                    | 41    | セキ3000形より改造                |
| ホキ2200形         | 小麦                             | 30t     | 1966年                    | 2000年                    | 1,160 |                                   |
| ホキ2500形         | 石灰石                           | 35t     | 1967年                    | 1999年                    | 192   |                                   |
| ホキ2800形         | 石灰石                           | 35t     | 1970年                    | 1995年                    | 20    |                                   |
| ホキ2900形         | 石灰石                           | 50t     | 1963年 （称号規定改正年） | 1975年                    | 3     | ホキ500形を改番                   |
| ホキ3000形         | アルミナ                         | 35t     | 1963年 （称号規定改正年） | 2002年                    | 8     | ホキ4050形を改番                  |
| ホキ3100形         | セメント                         | 35t     | 1963年 （称号規定改正年） | 1996年                    | 153   | ホキ4100形（2代）を改番           |
| ホキ3500形         | セメント                         | 30t     | 1963年 （称号規定改正年） | 1996年                    | 289   | ホキ1形（初代）を改番             |
| ホキ4000形         | 石灰石                           | 25t     | （1957年）                | 1963年 （称号規定改正年） | 11    | セキ4000形を改番 ホキ600形に改番  |
| ホキ4050形         | アルミナ                         | 35t     | 1958年                    | 1963年 （称号規定改正年） | 5     | ホキ3000形に改番                  |
| ホキ4100形（初代） | セメント                         | 30t     | 1959年                    | 1959年                    | 4     | ホキ1形（初代）に改番             |
| ホキ4100形（2代）  | セメント                         | 35t     | 1961年                    | 1963年 （称号規定改正年） | 48    | ホキ3100形に改番                  |
| ホキ4200形         | 石灰石                           | 30t     | 1959年                    | 1983年                    | 129   |                                   |
| ホキ4300形         | ソーダ灰                         | 30t     | 1961年                    | 1963年 （称号規定改正年） | 15    | ホキ4900形に改番                  |
| ホキ4400形         | 生石灰                           | 30t     | 1959年                    | 1963年 （称号規定改正年） | 51    | ホキ4700形に改番                  |
| ホキ4700形         | 生石灰                           | 30t     | 1963年 （称号規定改正年） | 1980年                    | 59    | ホキ4400形を改番                  |
| ホキ4900形         | ソーダ灰                         | 30t     | 1963年 （称号規定改正年） | 1978年                    | 31    | ホキ4300形を改番                  |
| ホキ5000形         | リン酸ソーダ                     | 30t     | 1960年                    | 1981年                    | 2     |                                   |
| ホキ5100形         | リン酸ソーダ                     | 30t     | 1960年                    | 1981年                    | 9     |                                   |
| ホキ5200形（初代） | カーバイド                       | 35t     | 1960年                    | 1963年 （称号規定改正年） | 52    | ホキ5600形に改番                  |
| ホキ5200形（2代）  | 鉱石                             | 30t     | 1963年 （称号規定改正年） | 1992年                    | 20    | ホキ1800形を改番                  |
| ホキ5300形         | 焼結鉱                           | 35t     | 1961年                    | 1971年                    | 20    |                                   |
| ホキ5400形         | ドロマイト                       | 35t     | 1961年                    | 1989年                    | 13    |                                   |
| ホキ5500形         | セメント                         | 50t     | 1961年                    | 1982年                    | 4     |                                   |
| ホキ5600形         | カーバイド                       | 35t     | 1963年 （称号規定改正年） | 1978年                    | 74    | ホキ5200形（初代）を改番          |
| ホキ5700形         | セメント                         | 40t     | 1965年                    | 2010年                    | 626   |                                   |
| ホキ5800形         | 塩化ビニール                     | 30t     | （1966年）                | 1985年                    | 4     | ホキ5100形より改造                |
| ホキ5900形         | カーバイド                       | 30t     | （1982年）                | 1989年                    | 6     | タキ1500形より改造                |
| ホキ6000形         | カーバイド                       | 30t     | 1963年 （称号規定改正年） | 1987年                    | 98    | ホキ250形を改番                   |
| ホキ6100形         | セメント                         | 30t     | （1971年）                | 1984年                    | 7     | ホキ6000形より改造                |
| ホキ6300形         | セメント                         | 35t     | （1971年）                | 1985年                    | 26    | ホキ5600形より改造                |
| ホキ6500形         | カーバイド                       | 25t     | 1963年 （称号規定改正年） | 1971年                    | 16    | ホキ1900形（初代）を改番          |
| ホキ6600形         | 麦芽                             | 25t     | 1933年                    | 1989年                    | 14    |                                   |
| ホキ6700形         | セメントクリンカ                 | 35t     | 1964年                    | 2002年                    | 65    |                                   |
| ホキ6800形         | セメントクリンカ                 | 35t     | 1964年                    | 1990年                    | 106   |                                   |
| ホキ6900形         | カーボンブラック                 | 25t     | 1964年                    | 1983年                    | 14    |                                   |
| ホキ7000形         | 生石灰                           | 30t     | 1965年                    | 1987年                    | 25    |                                   |
| ホキ7200形         | 石灰石                           | 40t     | 1968年                    | 1991年                    | 5     |                                   |
| ホキ7300形         | セメント                         | 30t     | 1971年                    | 1989年                    | 5     | 三岐鉄道車を編入                  |
| ホキ7500形         | セメント                         | 40t     | 1967年                    | 2000年                    | 22    |                                   |
| ホキ7600形         | セメント及び石炭                 | 33t/32t | 1982年                    | 1999年                    | 1     |                                   |
| ホキ8000形         | 石灰石                           | 35t     | 1967年                    | 1987年                    | 18    |                                   |
| ホキ8100形         | 石灰石                           | 35t     | 1974年                    | 1983年                    | 33    | ホサ8100形へ専用種別変更          |
| ホキ8300形         | トウモロコシ及びコウリャン       | 35t     | 1974年                    | 1996年                    | 17    |                                   |
| ホキ8500形         | 石灰石                           | 35t     | 1967年                    | 2001年                    | 39    |                                   |
| ホキ8800形         | 生石灰                           | 35t     | 1967年                    | 1987年                    | 31    |                                   |
| ホキ9300形         | コークス粉                       | 35t     | 1974年                    | 1996年                    | 5     |                                   |
| ホキ9800形         | 麦芽                             | 30t     | 1973年                    | 1998年                    | 55    |                                   |
| ホキ34200形        | 石灰石                           | 35t     | （1976年）                | 1994年                    | 93    | ホキ4200形より改造                |
| ホキ10000形        | 石炭                             | 35t     | 1980年                    | 2020年                    | 272   |                                   |
| ホキ1000形         | フライアッシュ及び炭酸カルシウム | 35t     | 1990年                    | -                         | 34    |                                   |

## ギャラリー

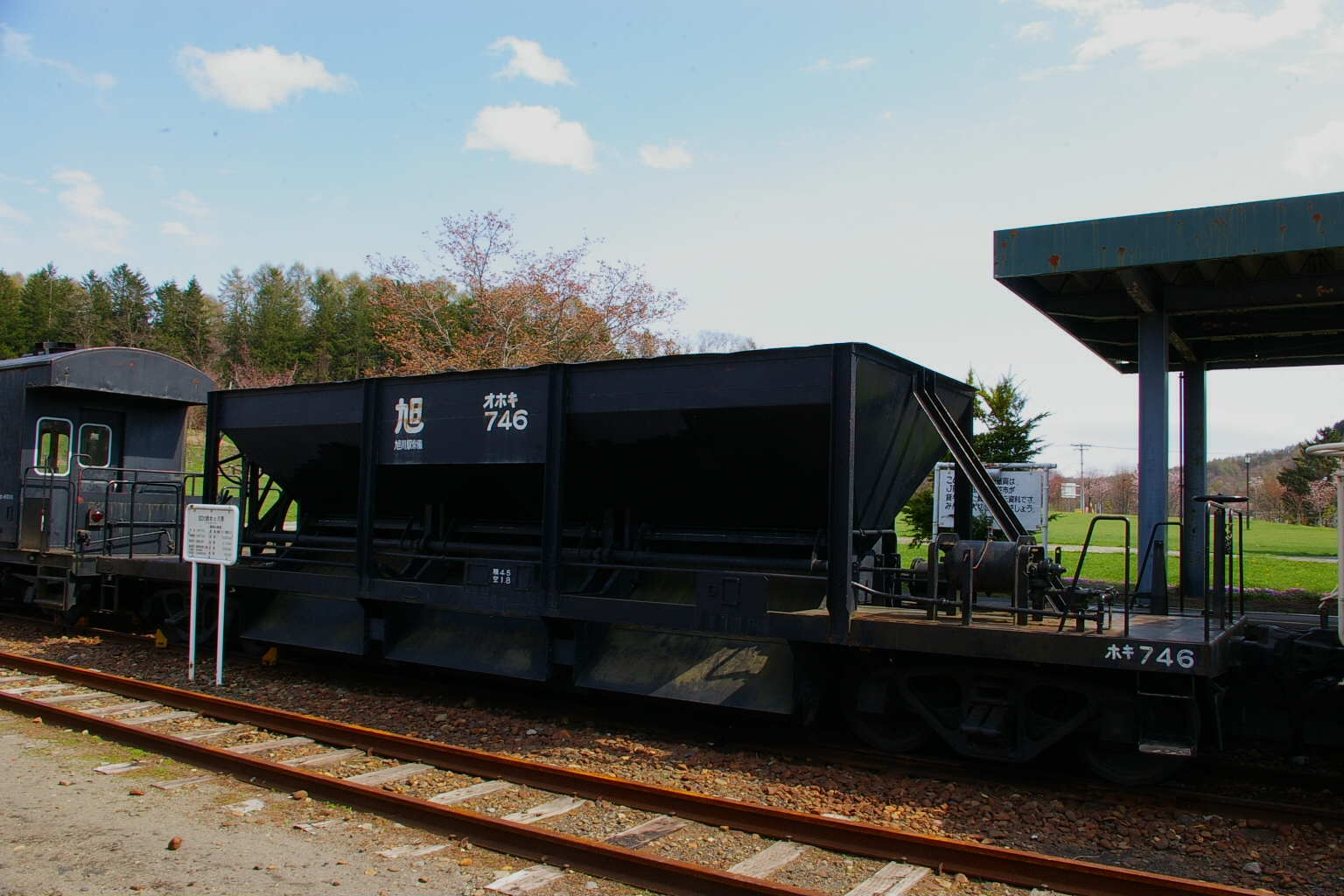
バラスト用ホキ800
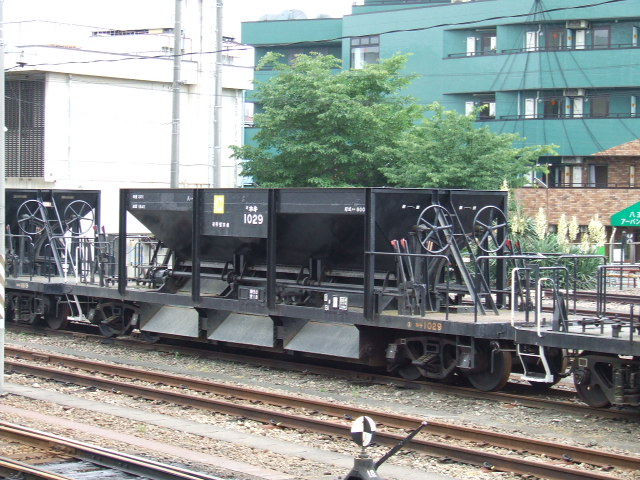
バラスト用ホキ800
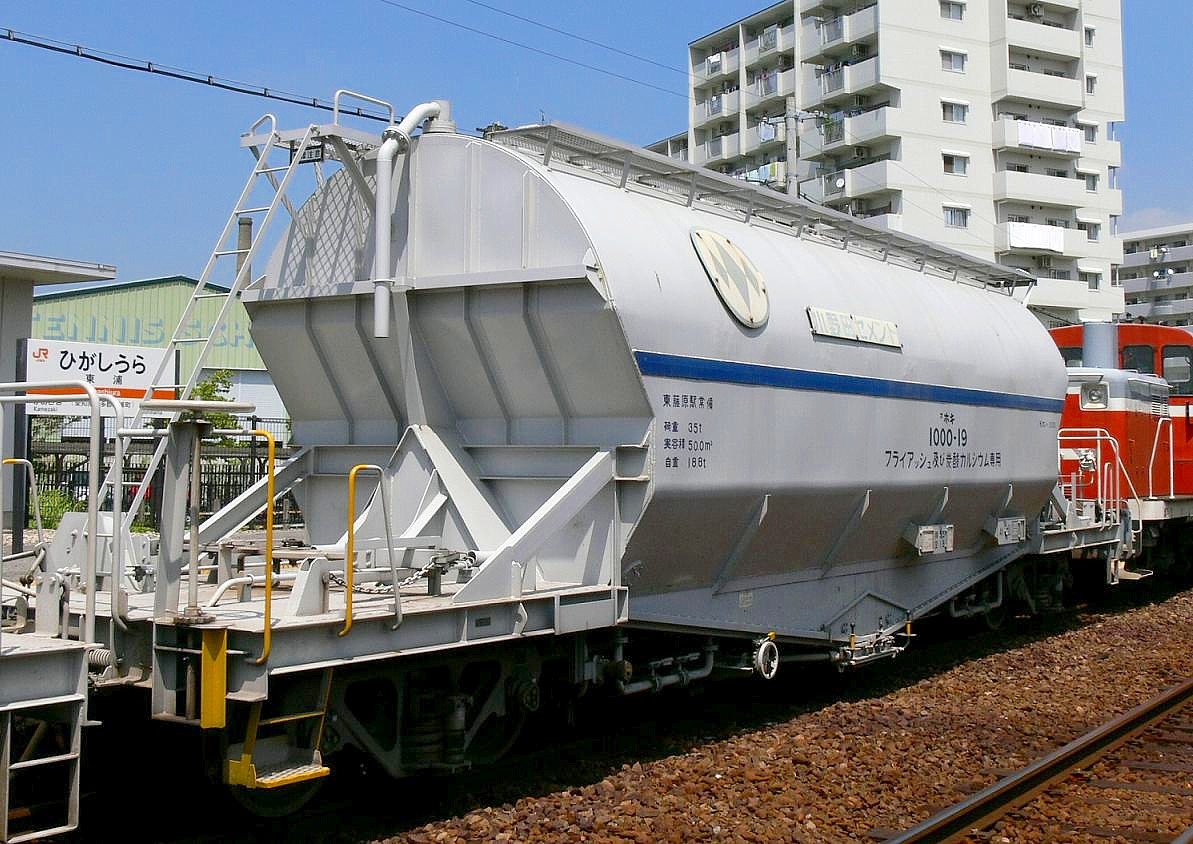
ホキ1000 2種類の積荷を積載可能なホッパ車
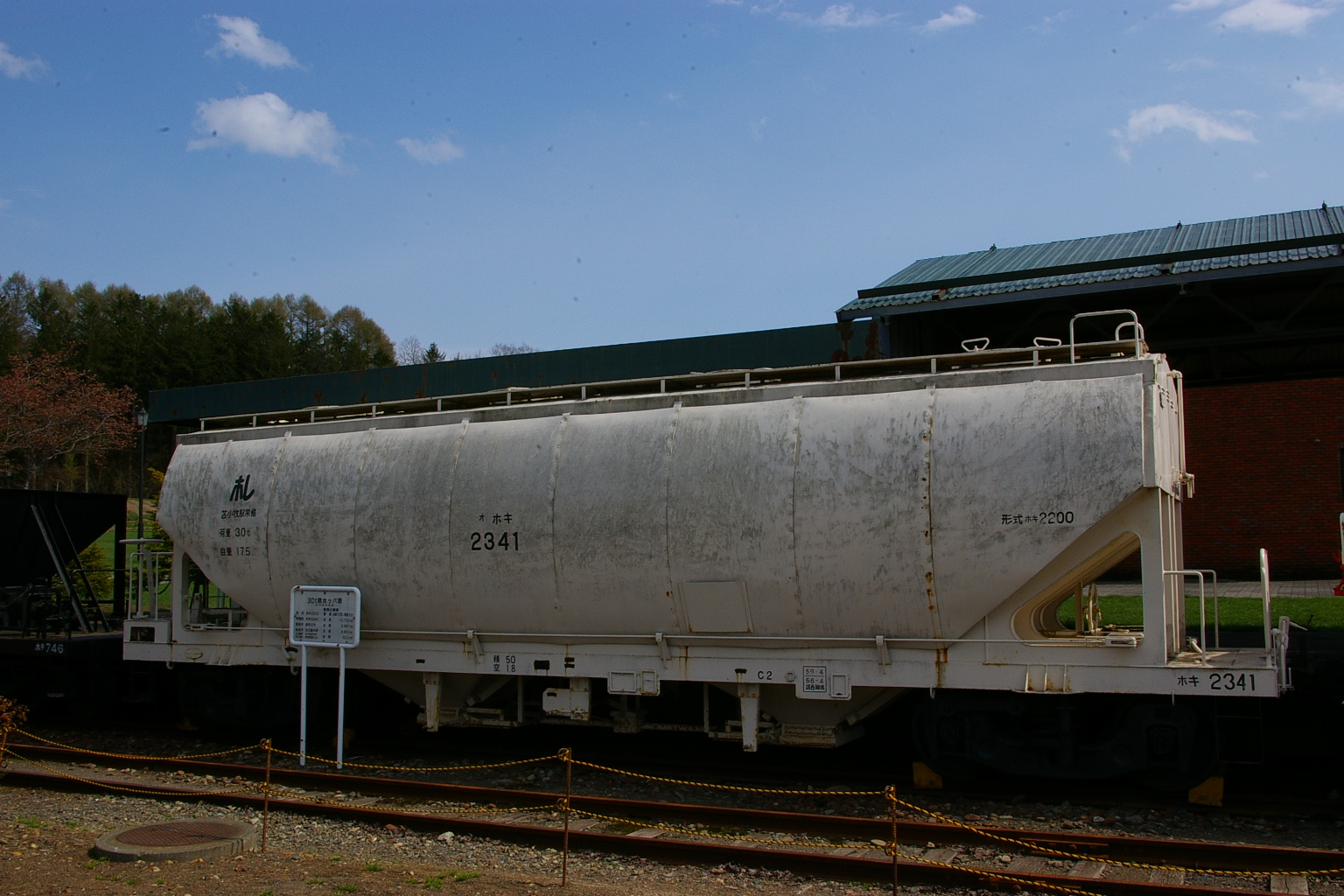
小麦用ホキ2200（三笠鉄道記念館）
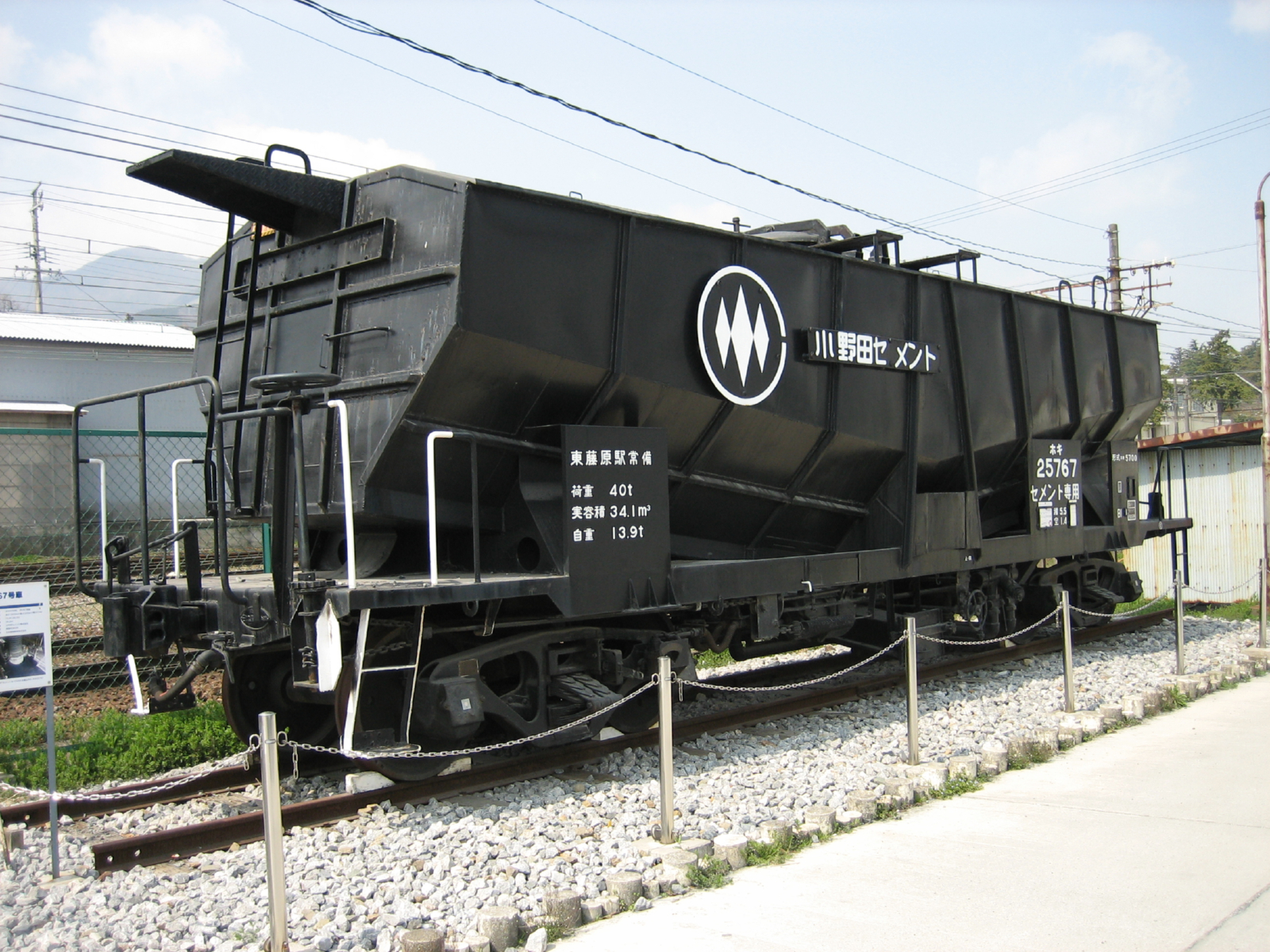
セメント用ホキ5700
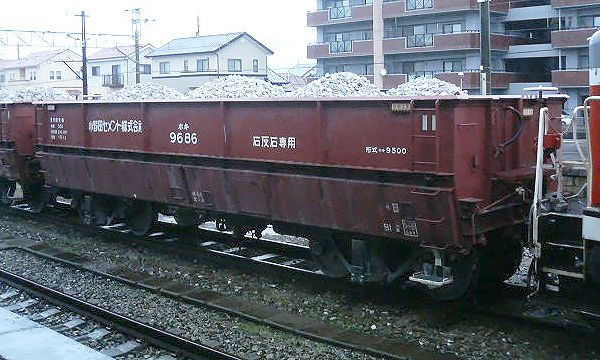
石灰石輸送用ホキ9500
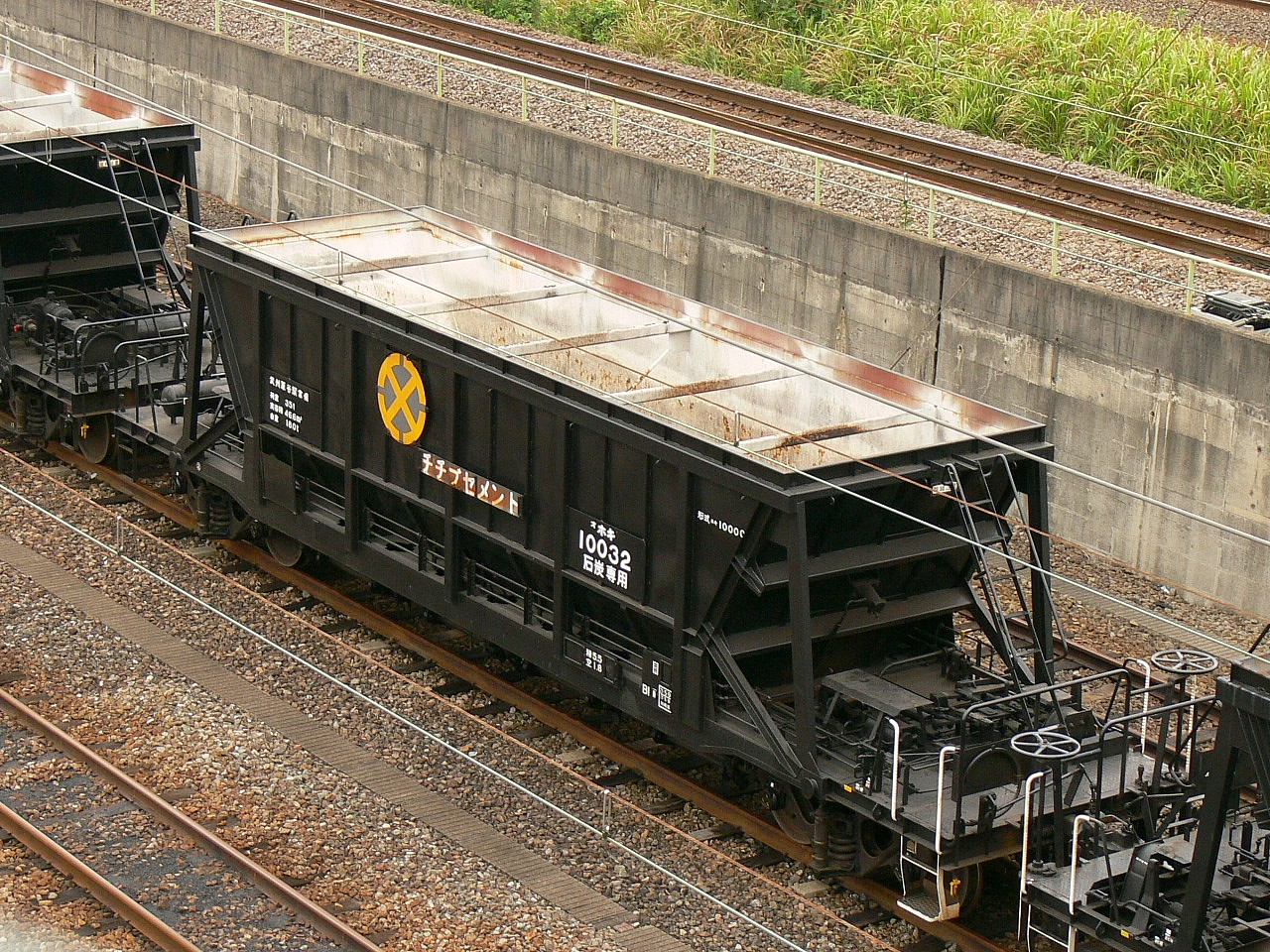
石炭輸送用ホキ10000